# ماريو سيلفا (دراج)
ماريو سيلفا (بالبرتغالية: Mário Silva‏) هو دراج برتغالي، ولد في 5 أكتوبر 1939 في Baixo Vouga ‏ في البرتغال.

## وصلات خارجية
- ماريو سيلفا على موقع أرشيف الدراجات (الإنجليزية)
- ماريو سيلفا على موقع إحصائيات الدراجات الإحترافية (الإنجليزية)
- ماريو سيلفا على موقع أوليمبيديا (الإنجليزية)